# 张振勇
张振勇（1960年—），内蒙古赤峰人，汉族，中华人民共和国政治人物、第十二届全国人民代表大会辽宁地区代表。
毕业于鞍山钢铁学院焦化专业，加入中国共产党，担任凌源钢铁公司总经理。2013年，被选为全国人大代表。2016年因涉嫌贿选被认定当选无效。